# Пам'ятник Архипу Тесленку (Лохвиця)
Пам'ятник Архипу Тесленку — пам'ятник українському письменнику Архипу Юхимовичу Тесленку в місті Лохвиці Полтавської області.

## Загальна інформація
Пам'ятник встановлено перед районним Будинком культури за адресою: вул. Перемоги, 2, м. Лохвиця (Полтавська область), Україна.
Пам'ятник Архипу Тесленку відкрито 1974 року.
Автори пам'ятника — видатний український скульптор І. А. Коломієць і архітектор А. Д. Корнєєв.

## Опис
Пам'ятник Архипу Тесленку в Лохвиці являє собою монолітну скульптуру з рожевого граніту заввишки 3,0 метра, встановлену на постаменті заввишки 0,35 метра.
Письменник сидить у глибокому роздумі, тримаючи в руках книгу.

## Джерело
- Тесленку А. Ю. Пам'ятник // Полтавщина:Енциклопедичний довідник (За ред. А. В. Кудрицького)., К.: УЕ, 1992 ISBN 5-88500-033-6, стор. 904